# Prinz-Heinrich-Stein
Koordinaten: 52° 53′ 44,1″ N, 8° 9′ 39″ O

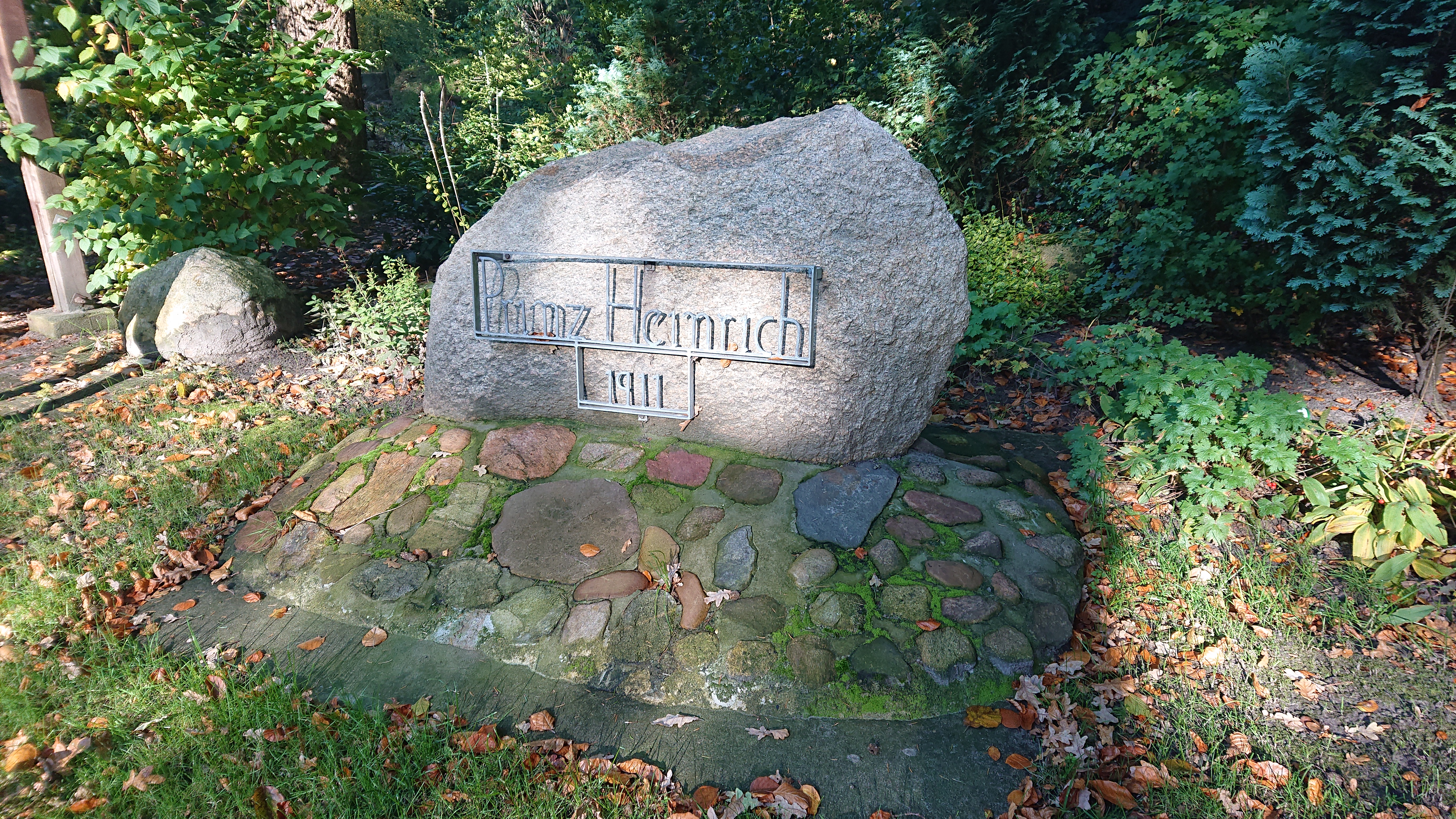

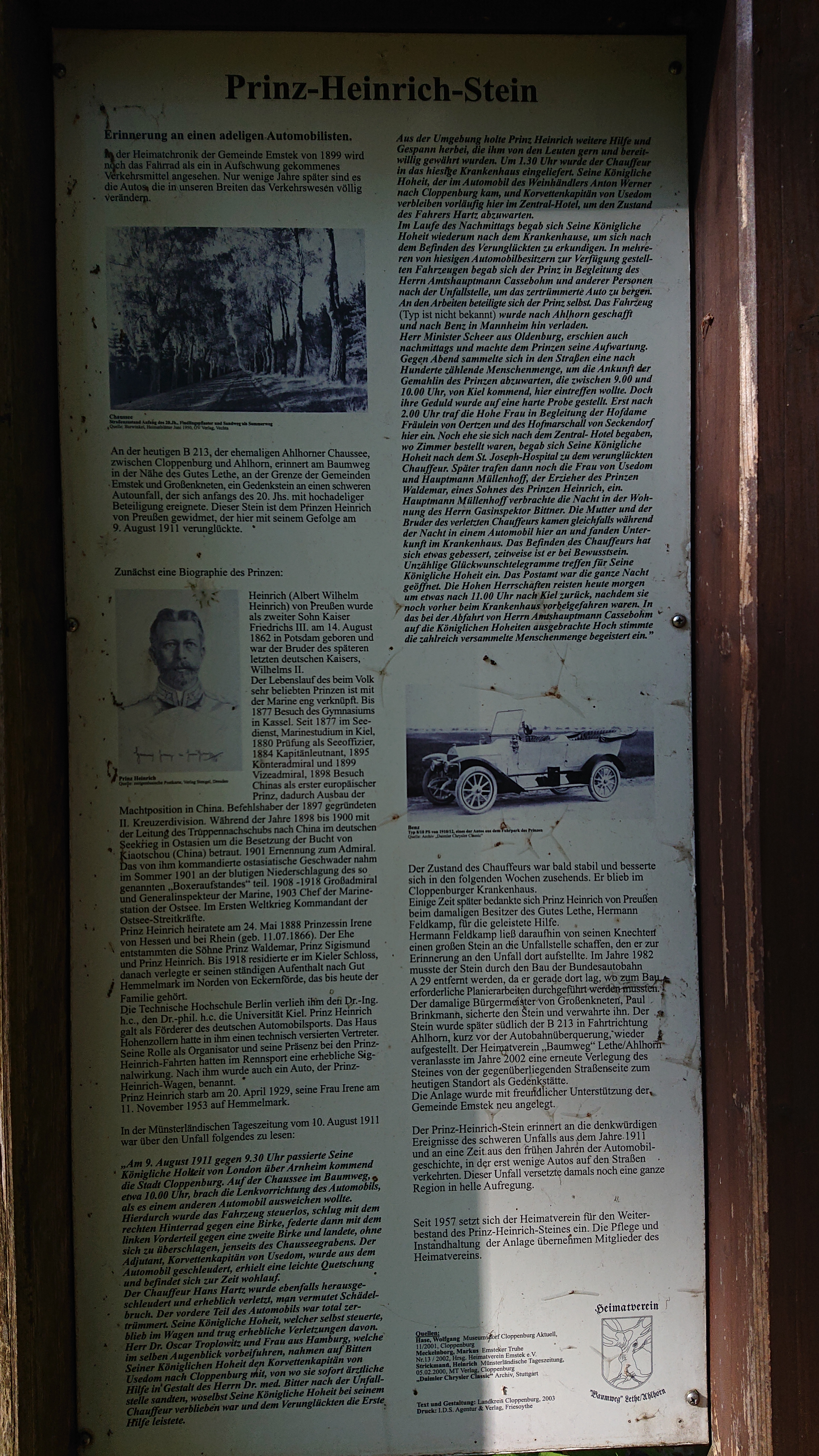

Der Prinz-Heinrich-Stein ist ein im Ortsteil Halen der Gemeinde Emstek im Landkreis Cloppenburg in Niedersachsen befindlicher Gedenkstein. Er liegt nördlich neben der Bundesstraße 213 westlich der Anschlussstelle Ahlhorn zur Bundesautobahn 29. Er erinnert an einen Autounfall, den ein Bruder des damaligen deutschen Kaisers Wilhelm II., Prinz Heinrich von Preußen, dort im Jahre 1911 erlitten hat.

## Hintergrund
Am 9. August 1911 gegen 10.00 Uhr steuerte Prinz Heinrich von Preußen (1862–1929), zum damaligen Zeitpunkt Großadmiral und Generalinspekteur der Kaiserlichen Marine, von einer Auslandsreise kommend ein Automobil auf der Chaussee zwischen Cloppenburg in Richtung Ahlhorn. Begleitet wurde er von seinem Chauffeur Hans Hartz und seinem Adjutanten, Korvettenkapitän Richard von Usedom.
Als bei einem Ausweichmanöver plötzlich die Lenkvorrichtung des Wagens brach, prallte das Fahrzeug gegen zwei Birken. Der aus dem Fahrzeug geschleuderte Chauffeur erlitt einen Schädelbasisbruch, während bei dem Adjutanten nur leichtere Verletzungen festzustellen waren. Das zufällig vorbeifahrende Ehepaar Troplowitz nahm den Adjutanten nach Cloppenburg mit. Ein dort alarmierter Arzt, Dr. med. Bitter, versorgte den schwerverletzten Chauffeur am Unfallort und brachte ihn zur weiteren Behandlung in das Cloppenburger St.-Josefs-Hospital, wo er gegen 13.30 Uhr eingeliefert worden ist. Prinz Heinrich von Preußen wurde von dem Weinhändler Anton Werner nach Cloppenburg befördert, wo dieser und sein Adjutant sich in einem Hotel einquartierten. Nachdem Heinrich von Preußen später nochmals die Unfallstelle aufgesucht hatte und sich auch an der Bergung des Fahrzeugs beteiligte, besuchte ihn später der damalige Minister der Großherzogtums Oldenburg Hermann Scheer in Cloppenburg. 
Zum Gedenken an den Vorfall ließ der Besitzer des in der Nähe gelegenen Gutes Lethe, Hermann Feldkamp, dem Heinrich von Preußen zuvor für seine Unterstützung gedankt hatte, an der Unfallstelle einen großen Feldstein setzen. Im Jahre 2002 legte der Heimatverein Halen die Gedenkstätte, die während des Baus der Bundesautobahn 29 im Jahre 1982 vorübergehend entfernt werden musste, auf der gegenüberliegenden Straßenseite neu an.
Die Münsterländische Tageszeitung berichtete am 10. August 1911 ausführlich über den Vorfall. Prinz Heinrich von Preußen verfasste einen eigenen Bericht in der Allgemeinen Automobil-Zeitung, der am 3. September 1911 auch im Berliner Lokal-Anzeiger veröffentlicht wurde.